# Tsubasa Reservoir Chronicle
Pour les articles homonymes, voir Tsubasa.
Tsubasa Reservoir Chronicle (ツバサ－RESERVoir CHRoNiCLE－, Tsubasa — Rezaboa Kuronikuru —) est un manga du collectif d'auteures CLAMP. Il a été prépublié dans le magazine Weekly Shōnen Magazine entre mai 2003 et octobre 2009 et a été compilé en un total de 28 tomes. La version française est éditée en intégralité par Pika Édition.
Il a été adapté en anime de 52 épisodes répartis en deux saisons par le studio Bee Train. La première saison a été diffusée du 9 avril 2005 au 15 octobre 2005, et la seconde du 29 avril 2006 au 4 novembre 2006. Un long métrage est également sorti le 20 août 2005. Trois épisodes relatant l'histoire du pays de Tokyo sont sortis en 2008 sous le nom de Tsubasa Tokyo Révélations. Deux épisodes relatant l'histoire du pays du Japon ancien sont sortis en 2009 sous le nom de Tsubasa Shunraiki.
Cette histoire se lit en parallèle avec xxxHOLiC, dont les personnages communiquent parfois d'un manga à l'autre. Il n'est toutefois pas nécessaire de lire les deux mangas simultanément pour comprendre l'histoire.
Une suite intitulée Tsubasa World Chronicle, en lien avec la série xxxHOLiC Rei, est publiée entre août 2014 et mars 2016. La version française est publiée par Pika Édition à partir de juillet 2015.

## Synopsis
Shaolan, fils adoptif de Fujitaka, un archéologue, fait des fouilles dans le désertique pays de Clow, où il découvre des vestiges mystérieux. Mais lorsque son amie d'enfance, dont il est amoureux, Sakura, princesse du royaume, s'en approche, elle semble aspirée par une forte puissance magique. Shaolan la retient, mais les souvenirs et l'âme de Sakura s'envolent, dispersés à travers les dimensions, sous forme de plumes.
Yukito, grand prêtre du royaume, transporte alors Shaolan et Sakura dans une autre dimension où vit Yūko, la sorcière des dimensions capable d'exaucer n'importe quel vœu. Prêt à tout pour sauver Sakura, dont le corps sans mémoire ne survivra pas longtemps, Shaolan accepte le prix à payer, imposé par Yūko : il pourra récupérer tous les souvenirs de son amie mais leur rencontre et tout ce qu'ils ont vécu ensemble disparaîtra de la mémoire de Sakura à son réveil.
Aidé par Kurogane, ninja envoyé par la princesse Tomoyo afin de canaliser ses pulsions meurtrières, Fye, qui fuit son Monde d'origine, et Mokona Modoki, une « boule de poil blanche » (proche du marshmallow ou du manjuu) qui leur permet de contacter Yūko en cas de problème et de se déplacer à travers les dimensions, Shaolan va se mettre en quête des souvenirs de Sakura.
Mais ceux-ci renferment une immense puissance qui attire de nombreuses convoitises…

## Personnages

### Personnages principaux
La princesse Sakura : Sakura est la princesse du monde de Clow où son frère, Tōya, est roi. Elle est aussi très appréciée de son peuple et a apparemment bonne influence sur celui-ci. L'histoire de Tsubasa Chronicle ne commence que lorsque la mémoire de Sakura se transforme en une paire d'ailes faite de plumes qui se dispersent à travers les dimensions. On apprend que ce n'est pas la vraie Sakura mais un clone mais contrairement à Shaolan, le corps de la princesse n'a pas pu résister et elle est donc unique en son genre.
Shaolan : Archéologue aux tendances chevaleresques quand Sakura semble en danger. Il a été adopté par Fujitaka, qui lui a fait aimer l'archéologie (étant archéologue lui-même), mais ses parents biologiques sont inconnus. Fujitaka est décédé avant le commencement du 1er tome. Shaolan et Sakura sont de très bons amis d'enfance et sont amoureux l'un de l'autre. Shaolan était présent lorsque les fragments de la mémoire de Sakura se sont dispersés. Voulant aider Sakura à tout prix, le prêtre Yukito l'envoya chez la Sorcière des dimensions (Yuko) pour que celle-ci lui donne le moyen de la sauver. En contrepartie, le prix à payer fut son lien avec Sakura, la chose la plus chère à ses yeux. On apprendra au fil des épisodes qu'en fait Shaolan n'est pas le vrai mais une copie fait par Fei Wang Reed. Il fut abandonné dans la rue et c'est son premier souvenir. L'œil droit du héros est artificiel et il permet à Fei Wang Reed de voir toutes les aventures des amis; quant à l'œil gauche, il vient du vrai Shaolan et a servi pour le créer tout entier et recèle la parcelle d'âme qui lui fut donnée par le véritable Shaolan. Le véritable Shaolan est en état de léthargie forcée et prisonnier de Fei Wang Reed mais se libèrera vers la fin du 1er OAV.
Yui (Fye) D. Flowright : Magicien venu du lointain pays de Celès, un monde de glace. Son sourire est aussi mystérieux que son passé mais on sait qu'il a eu un frère jumeau. Il cède à Yūko son tatouage montrant qu'il est un mage pour pouvoir voyager à travers les dimensions. Comme il a un nom à rallonge, il se fait appeler Fye. Il fuit son propre monde, après avoir plongé le roi Ashura dans un profond sommeil et l'avoir enfermé sous l'eau. Il est le créateur de Tchii et a chargé celle-ci de le prévenir au réveil du roi. Il acceptera d'aider Shaolan dans sa « quête ». On dit qu'il est né le 2 avril, un jour après Watanuki, de xxxHOLiC.
Kurogané : Guerrier venu d'un Japon féodal, il grogne plus qu'il ne mord. Il cède à Yūko son sabre : Dragon d'Argent. Il protège lui aussi une princesse : Tomoyo, son seul et unique maître. Malgré cela, Tomoyo envoie Kurogane chez Yūko pour qu'il apprenne ce qu'est la vraie force et qu'il cesse de tuer sans raison. Avant qu'il ne disparaisse, Tomoyo lui lance un sort qui a pour but de réduire sa force de moitié s'il tue quelqu'un sans raison valable. Il finira aussi par aider Shaolan, au début seulement pour retrouver son monde plus rapidement, puis il se prendra d'affection pour le jeune garçon; il lui apprendra même à manier le sabre. Il est continuellement en dispute avec Fye et Mokona.
Mokona : Mokona Modoki est une petite bête touchante, attachante, drôle, qui sert de traducteur/interprète instantané pour les héros (qui parlent différentes langues puisqu'ils viennent de mondes différents). Il est aussi le seul à pouvoir changer de dimension et à décider du moment du départ. Il existe aussi un « autre » Mokona (de couleur noire) qui est resté avec Yūko, il permet de communiquer avec le Mokona blanc. On peut se servir des Mokona pour se faire passer des objets d'un monde à l'autre ce qui est très pratique. Selon Mokona, il aurait 108 techniques secrètes, dont l'aspiration d'objet, le changement de voix, jouer la comédie et se faufiler partout.

### Antagonistes principaux
Fei Wang Reed : Il est l'origine de la création de la clone Sakura et du clone Shaolan, et aussi un descendant de Clow Reed.

### Lien avecCardcaptor Sakura
Le couple principal est une projection des personnages de Cardcaptor Sakura : l'histoire ne permet pas que Tsubasa se passe dans le même univers, mais les personnages sont reproduits : même apparence (surtout pour Sakura quand elle porte des ailes), mêmes noms, mêmes liens entre eux : Sakura a un frère de même nom, et dans les deux séries, Shaolan est fou amoureux d'elle.
De plus, le nom de Clow joue un rôle majeur dans la série Cardcaptor Sakura.
La Sakura originale de Cardcaptor fait également son apparition au chapitre 200.

### Personnages secondaires
De nombreux personnages appartenant à d'autres œuvres de CLAMP apparaissent dans ce manga, avec le même nom, mais pas le même rôle ainsi que des personnages originaux. Certains interviennent dans le récit et d'autres apparaissent en arrière-plan (caméo).

## Manga
Écrite et dessinée par le collectif CLAMP, la série a été prépubliée dans le magazine Weekly Shōnen Magazine entre mai 2003 et octobre 2009. Les 233 chapitres ont été compilés en volumes reliés par Kōdansha entre août 2003 et novembre 2009,. En parallèle, une édition deluxe contenant des pages couleurs et de nouvelles illustrations est sortie,. La version française est publiée en intégralité par Pika Édition. Depuis novembre 2013, l'éditeur publie également une version au format double. En Amérique du Nord, la traduction anglaise est assurée par Del Rey Manga. À Singapour Chuang Yi publie une version en anglais et chinois simplifié. À Taïwan la publication est assurée par Tong Li Publishing, en Espagne par Editorial Norma et en Allemagne par Egmont.
En juin 2014, CLAMP annonce la réalisation d'un nouveau titre Tsubasa qui serait en lien avec la nouvelle série de xxxHolic, xxxHolic Rei. La série débute le 20 août 2014 et se termine le 19 mars 2016. La version française est publiée par Pika Édition à partir de juillet 2015.

## Anime

### Série télévisée
L'adaptation en série télévisée d'animation a été réalisée par le studio Bee Train. Celle-ci est composée de deux saisons de 26 épisodes chacune. La première saison a été diffusée du 9 avril 2005 au 15 octobre 2005, et la seconde du 29 avril 2006 au 4 novembre 2006.
En France, c'est l'éditeur Kazé qui a licencié la série. Les deux saisons sont distribués en DVD sous forme de trois coffrets de deux DVD par saison. La saison 1 est sortie en 2006-2007 et la saison 2 en 2008. Le rythme y est très lent, beaucoup plus que dans le manga, et la série contient de nombreux épisodes fillers. L'éditeur distribue aussi la série en VOD via free home video.

### Film
Un film d'animation nommé Gekijōban tsubasa kuronikuru torikago no kuni no himegumi (劇場版 ツバサ・クロニクル　鳥カゴの国の姫君) est sorti le 20 août 2005 au Japon. Faisant le parallèle avec la série, on y retrouve les personnages principaux, avec un design quelque peu différent. Également, à la fin du film, un petit parallèle est fait entre ce film et celui de xxxHOLiC.

### OAV
Au Japon, 3 OAV nommés Tsubasa Tokyo Révélations (ツバサ TOKYO REVELATIONS) ont été réalisés par le studio Production I.G. Ils sont vendus en même temps que les tomes 21, 22 et 23. Ces OAV reprennent la fin du tome 14, et la totalité des tomes 15, 16 et 17 et le début du tome 18 où apparaissent les personnages du manga X, de nombreuses révélations y sont faites. Kaze et Pika ont également édité ces OAV de la même façon en France.
Une seconde série de 2 OAV nommés Tsubasa Shunraiki (ツバサ春雷記) ont été vendus avec les tomes 26 et 27.

## Autour de la série
- Fye D. Flowright et Kurogané rappellent les gardiens de Sakura Kinomoto, Yué et Kerobero (Cardcaptor Sakura). Ceux-ci sont vus comme étant « le magicien mystérieux » et « le gardien au grand cœur », identique aux personnalités des deux compagnons de Sakura et Shaolan dans Tsubasa. De plus, le véritable prénom de Fye est Yui, une ressemblance étroite avec Yué.
- Shaolan apparaît brandissant un sceptre doré en couverture du tome 1 et 28. Même s'il n'a aucune utilité réelle et ne servant que d'accessoire, ce sceptre reste néanmoins très représentatif de l'histoire puisqu'il a la forme d'un astrolabe, un outil que l'on utilisait pour s'orienter avec l'aide des étoiles. Dans le cas de Tsubasa, il illustre les voyages à travers les dimensions.
- Une erreur s'est glissée sur la couverture du tome 25, car on peut voir Fye avec son cache-œil, mais sur l'œil droit, alors qu'il a perdu son œil gauche.
- Le Pays de Jade devait être, à l'origine, une histoire mettant en scène des vampires.
- Trois des personnages principaux font partie d'une famille royale : Fye (prince de son pays natal), Kurogane (prince du Japon Féodal) et Sakura (Princesse du pays de Clow). De plus, ils ont tous les trois des couleurs d’yeux se référant à des pierres précieuses : émeraude, saphir et rubis.